# Carlos Ávalos
Pour les articles homonymes, voir Ávalos.
Carlos Enrique Ávalos García (né le 28 février 1982 à Santa Ana) est un coureur cycliste salvadorien, champion du Salvador sur route en 2006 et lauréat du Tour du Salvador 2004.

## Biographie
En 2004, il s'adjuge la quatrième étape du Tour du Salvador. Il remporte le classement général final devant le Chilien Jorge Contreras et le Colombien Óscar Álvarez. Lors de la saison 2006, il devient Champion du Salvador sur route. Il gagne également le contre-la-montre par équipes et le classement général du Tour du Nicaragua. En juin 2008, il rejoint l'équipe suisse Stegcomputer-CKT-Cogeas. Il remporte le Campeonato de Copa I El Salvador en 2009.

## Palmarès
- 2004
  - Tour du Salvador :
    - Classement général
    - 4e étape
- 2006
  - [[Fichier:|20px|class=noviewer|]] Champion du Salvador sur route
  - Tour du Nicaragua :
    - Classement général
    - 2e étape (contre-la-montre par équipes)

## Classements mondiaux
| Année            | 2006 | 2007 |
| ---------------- | ---- | ---- |
| UCI America Tour | 53e  | 376e |